# Smithfield (Pensilvania)
Smithfield es un borough ubicado en el condado de Fayette en el estado estadounidense de Pensilvania. En el año 2000 tenía una población de 854 habitantes y una densidad poblacional de 462 personas por km².

## Geografía
Smithfield se encuentra ubicado en las coordenadas 39°47′59″N 79°48′30″O / 39.79972, -79.80833

## Demografía
Según la Oficina del Censo en 2000 los ingresos medios por hogar en la localidad eran de $26,667 y los ingresos medios por familia eran $35,714. Los hombres tenían unos ingresos medios de $25,000 frente a los $17,404 para las mujeres. La renta per cápita para la localidad era de $13,618. Alrededor del 14.3% de la población estaba por debajo del umbral de pobreza.